# Anne Halley
Ute Marianne Elisabeth Halle (9 de noviembre de 1928 - 12 de julio de 2004), conocida profesionalmente como Anne Halley, fue una poeta, editora, traductora y educadora estadounidense nacida en Alemania.

## Vida personal
Nació en Bremerhaven, Alemania, el 9 de noviembre de 1928. Sus padres, Max Halle y Margarethe Kohlhepp, eran médicos. Cuando los nazis asumieron el poder, el padre de Halley, que era judío y, por lo tanto, tenía prohibido practicar la medicina, emigró a los Estados Unidos con su hermano mayor en 1936. La madre de Halley se les uniría un año después, lo que dejó a Anne y su hermana gemela, Renate, bajo la protección de su tía, quien inscribió a los mellizos en la escuela donde ella enseñaba. Finalmente, en 1938, Anne y Renate pudieron mudarse a los Estados Unidos y la familia se estableció en Olean, Nueva York.
Halley asistió a Wellesley College y se graduó en 1949 con una licenciatura en artes. Obtuvo una maestría en inglés de la Universidad de Minnesota en 1951.
En 1953, Halley se casó con Jules Chametzky. En 1958, se mudaron a Amherst, Massachusetts, después de que a Chametzky se le ofreciera un puesto de profesor en la Universidad de Massachusetts Amherst. Tuvieron tres hijos.
Murió en 2004, a la edad de setenta y cinco años, por complicaciones de mieloma múltiple.

## Carrera profesional
Halley primero enseñó como asistente de enseñanza en la Universidad de Minnesota antes de pasar a enseñar tanto en UMass Amherst como en Smith College como instructora a tiempo parcial y profesora visitante; también fue profesora asistente en Holyoke Community College, donde participó activamente en las protestas contra la guerra en Vietnam. Además, enseñó de manera intermitente en Alemania en la Universidad de Fráncfort y la Universidad Libre de Berlín.
Destacada poeta y feminista, Halley ganó varios premios tanto por poesía como por prosa: el Premio Wing de Poesía como estudiante de grado en Wellesley en 1948, el Premio O. Henry en 1976, una Beca de la Fundación de Artistas de Massachusetts para poesía en 1980 y una National Endowment for the Arts Creative Writing Fellowship en 1982, por su historia «The Kaiser's Horses». «The Kaiser's Horses» fue publicado por The Southern Review en 1980.
Halley publicó tres colecciones de poesía: Between Wars & Other Poems (1965), que fue publicada originalmente por el destacado escultor y artista Leonard Baskin a través de su Gehenna Press en Northampton, Massachusetts, luego por Oxford University Press en 1965, donde ganó un Oxford Summer Poetry Book Prize. Luego, Between Wars fue reeditado por la University of Massachusetts Press. Con UMass Press, también publicó The Bearded Mother (1979) y Rumours of the Turning Wheel (2003), el primero también fue diseñado e ilustrado por Baskin. Su poesía ha sido publicada en varios medios, «My Two Grandfathers» apareció en The Noble Savage de Saul Bellow, y «The Village Hears that Gold is Unstable» en The New Republic. Halley también tradujo la obra del satirista alemán Kurt Tucholsky Deutschland, Deutschland über Alles.
De 1977 a 2002, Halley se desempeñó como editora de poesía de The Massachusetts Review. El Premio de Poesía Anne Halley, copatrocinado por The Massachusetts Review y el Departamento de Inglés de UMass Amherst, recibe su nombre en su honor.

## Libros
- Between Wars & Other Poems (University of Massachusetts Press, 1965)[6]
- The Bearded Mother (University of Massachusetts Press, 1979)
- Rumors of the Turning Wheel (University of Massachusetts Press, 2003)